# Rallye Monte Carlo 1976

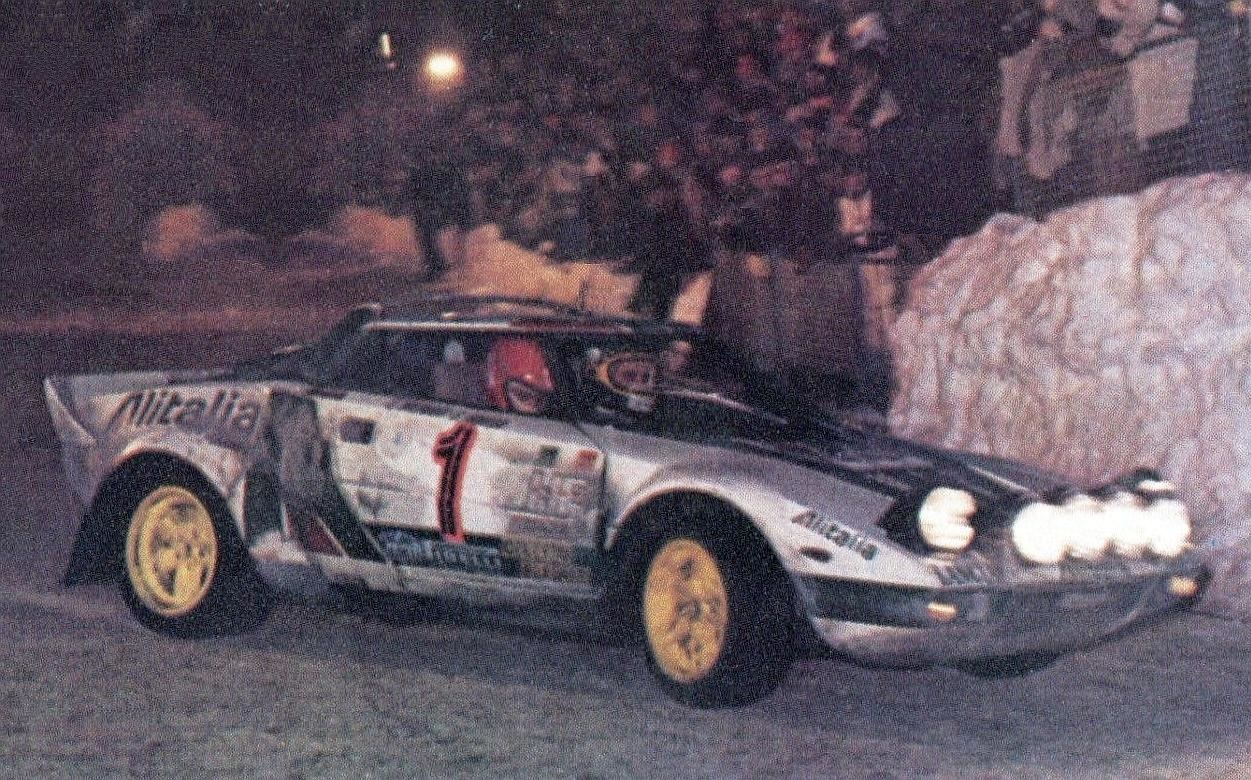
Sieger bei der Rallye Monte Carlo 1976, Sandro Munari mit dem Lancia Stratos HF auf dem Col de Turini.

Die 44. Rallye Monte Carlo war der 1. Lauf zur Rallye-Weltmeisterschaft 1976. Sie fand vom 17. bis zum 24. Januar in der Region von Monaco statt.

## Klassifikationen

### Endergebnis
| Rang | Fahrer            | Co-Pilot                | Auto                   | Zeit (Std./Min./Sek.) | Rückstand Sieger(Min./Sek.) Rückstand V (Min./Sek.) |
| ---- | ----------------- | ----------------------- | ---------------------- | --------------------- | --------------------------------------------------- |
| 1    | Sandro Munari     | Silvio Maiga            | Lancia Stratos HF      | 6:25:10               | 00:00                                               |
| 2    | Björn Waldegård   | Hans Thorszelius        | Lancia Stratos HF      | 6:26:37               | 01:17 01:27                                         |
| 3    | Bernard Darniche  | Alain Mahé              | Lancia Stratos HF      | 6:31.23               | 06:13 04:46                                         |
| 4    | Walter Röhrl      | Jochen Berger           | Opel Kadett GT/E       | 6:34:32               | 09:22 03:09                                         |
| 5    | Roger Clark       | Jim Porter              | Ford Escort RS1800     | 6:37:07               | 11:57 02:35                                         |
| 6    | Markku Alén       | Ilkka Kivimäki          | Fiat Abarth 124 Rallye | 6:42:31               | 17:21 05:24                                         |
| 7    | Guy Fréquelin     | Jacques Delaval         | Porsche 911            | 6:44:19               | 19:09 01:48                                         |
| 8    | Roberto Cambiaghi | Bruno Scabini           | Fiat Abarth 124 Rallye | 7:05:27               | 40:17 21:08                                         |
| 9    | Nicolas Koob      | Nico Demuth             | Porsche 911            | 7:07:19               | 42:09 01:52                                         |
| 10   | Bernard Béguin    | Jean-François Fauchille | Alfa Romeo 2000GTV     | 7:13:47               | 48:37 06:28                                         |

Insgesamt wurden 48 von 148 gemeldeten Fahrzeuge klassiert:

### Herstellerwertung
| Pos. | Team    | Punkte |
| ---- | ------- | ------ |
| 1    | Lancia  | 20     |
| 2    | Opel    | 10     |
| 3    | Ford    | 8      |
| 4    | Fiat    | 6      |
| 5    | Porsche | 5      |

Die Fahrer-Weltmeisterschaft wurde erst ab 1979 ausgeschrieben.